# Буркард Дитрих фон Геминген
Буркард Дитрих фон Геминген (на немски: Burkhard Dietrich von Gemmingen; * 31 юли 1703 във Фюрфелд в Рапенау; † 22 декември 1749 в замък Гутенберг в Хасмерсхайм) е благородник от стария алемански рицарски род Геминген в Крайхгау в Баден-Вюртемберг от II. линия Геминген-Гутенберг, „клон Геминген-Фюрфелд“ (в Рапенау).
Той е вторият син на Йохан Дитрих фон Геминген (1676 – 1757) и първата му съпруга Кристиана Юлиана Албертина Хофер фон Лобенщайн (1675 – 1718), дъщеря на Кристиан Албрехт Хофер фон Лобенщайн (1649 – 1683) и Мария Катарина Шертел фон Буртенбах (1647 – 1688). Баща му Йохан Дитрих фон Геминген се жени втори път на 19 ноември 1720 г. за Розина Юлиана Грек фон Кохендорф (1679 – 1762). Брат е на Филип Фридрих (1700 – 1751).
Баща му Йохан Дитрих има финансови затруднения и започва 1707 г. да залага и 1750 г. да продава собственостите си.
Буркард Дитрих фон Геминген умира преди баща си на 22 декември 1749 г. в замък Гутенберг. Собствеността на фамилията е наследена от син му фрайхер Йохан Филип Дитрих фон Геминген-Фюрфелд (1729 – 1785), който продължава клон Гутенберг-Фюрфелд на фрайхерен фон Геминген.

## Фамилия
Буркард Дитрих фон Геминген се жени на 9 март 1728 г. във Фюрфелд за Шарлота Катарина София Франциска Зенфт фон Зулбург (* ок. 1704; † 16 февруари 1749, Гутенберг), дъщеря на Филип Хайнрих Фридрих Зенфт фон Зулбург (1667 – 1720) и фрайин Мария Клара Бенигна фон Берлихинген (1673 – 1704). Те имат децата:
- Йохан Филип Дитрих фон Геминген-Фюрфелд (* 18 април 1729, Фюрфелд; † 17 август 1785, Фюрфелд), фрайхер, женен на 14 юни 1764 г. в Мауер за Елеонора Шарлота фон Циленхардт (* 1742; † 25 април 1783, Фюрфелд); имат три сина
- Кристиана Амалия фон Геминген-Фюрфелд (1733 – 1763), омъжена за Вилхелм Лудвиг фон Геминген-Хорнберг (1727 – 1799), внук на Райнхард фон Геминген (1645 – 1707), син на Фридрих фон Геминген (1691 – 1738) и Мария Фландрина Тумб фон Нойбург († 1727)
- Йохан Дитрих (* 20 май 1744, Гутенберг; † 11 януари 1805, Щутгарт), фрайхер, женен 1767 г. за Фридерика фон Бьонингхаузен (* 5 март 1744, Клайнгартах до Бракенхайм; † 4 май 1806, Щутгарт); имат дъщеря и два сина